# 雷默兰 (摩泽尔省)
雷默兰（法語：Rémeling）是法国摩泽尔省的一个市镇，属于蒂永维尔东区（Thionville-Est）谢尔勒班县（Sierck-les-Bains）。该市镇总面积6.47平方公里，2009年时的人口为313人。

## 人口
雷默兰人口变化图示